# Cuspidaria
Cuspidaria är ett släkte av musslor som beskrevs av Giovanni Domenico Nardo 1840. Cuspidaria ingår i familjen Cuspidariidae.
Släktet Cuspidaria indelas i:
- Cuspidaria abbreviata
- Cuspidaria alternata
- Cuspidaria apodema
- Cuspidaria arctica
- Cuspidaria arcuata
- Cuspidaria atlantica
- Cuspidaria chilensis
- Cuspidaria circinata
- Cuspidaria costellata
- Cuspidaria cuspidata
- Cuspidaria exigua
- Cuspidaria filatovae
- Cuspidaria formosa
- Cuspidaria fraterna
- Cuspidaria gigantea
- Cuspidaria glacialis
- Cuspidaria inflata
- Cuspidaria jeffreysi
- Cuspidaria jugosa
- Cuspidaria lamellosa
- Cuspidaria media
- Cuspidaria microrhina
- Cuspidaria obesa
- Cuspidaria parapodema
- Cuspidaria parkeri
- Cuspidaria parva
- Cuspidaria pellucida
- Cuspidaria rostrata
- Cuspidaria subglacialis
- Cuspidaria subtorta
- Cuspidaria subtorte
- Cuspidaria sulcifera
- Cuspidaria turgida
- Cuspidaria undata
- Cuspidaria variola
- Cuspidaria ventricosa
- Cuspidaria wollastoni